# Спектрин
Спектрин — это белок цитоскелета, который выстилает внутреннюю сторону плазматической мембраны многих типов клеток. Спектрин формирует длинные молекулы структурной сетки и играет важную роль в поддержании целостности клеточной мембраны и структуры цитоскелета. Как показала криоэлектронная томография, формируемая с участием спектрина сетка имеет гетерогенную структуру, которая меняется при растяжении клеточной мембраны.
В определенных случаях черепно-мозговых травм, таких как диффузное аксональное повреждение головного мозга, спектрин необратимо расщепляется протеолитическим ферментом кальпаином, разрушающим цитоскелет. Кальпаин также активирует каспазы и, в конце концов, ведёт клетку к смерти через апоптоз.

## Спектрин в эритроцитах
Эритроциты млекопитающих — стандартный объект для исследования спектринового цитоскелета. Димерный спектрин формируется боковыми связями αI и βI мономеров, затем димеры связываются попарно, образуя тетрамер. Соединение конец в конец этих тетрамеров с участием коротких актиновых филаментов образует гетерогенную структурную сетку.
Соединение спектринового цитоскелета с внутриклеточной стороной клеточной мембраны осуществляется опосредованно, через взаимодействие с трансмембранными белками 4.1 и анкирином. У животных спектриновая сеть обеспечивает поддержание определенной формы эритроцитов.
Пример эритроцитов показывает важность спектринового цитоскелета. Мутации гена спектрина обычно вызывают наследственные изменения формы эритроцитов, включающие наследственный эллиптоцитоз и наследственный сфероцитоз.